# Maria Amalia d'Asburgo
Maria Amalia d'Austria (Maria Amalie Josefa Anna; Vienna, 22 ottobre 1701 – Monaco di Baviera, 11 dicembre 1756) è stata la figlia minore dell'imperatore Giuseppe I d'Asburgo e di Guglielmina Amalia di Brunswick-Lüneburg. Sposò Carlo Alberto di Baviera, Principe Elettore di Baviera (1726-1745), che fu anche Re di Boemia (1741-1743) e Imperatore del Sacro Romano Impero (1742-1745).
Maria Amalia e Carlo Alberto ebbero sette figli, di cui quattro raggiunsero l'età adulta. L'unico figlio maschio sopravvissuto, Massimiliano III, successe al padre come Elettore di Baviera. La figlia più giovane, Giuseppa di Baviera, sposò il figlio maggiore di Maria Teresa d'Austria, l'imperatore Giuseppe II, ma morì di vaiolo senza aver avuto figli. La figlia maggiore, Maria Antonia, sposò il cugino Federico Cristiano di Sassonia, che morì tre mesi dopo esser succeduto al padre Federico Augusto II come Elettore di Sassonia, nel 1763. Infine, Maria Anna di Baviera, divenne margravia di Baden-Baden.

## Biografia

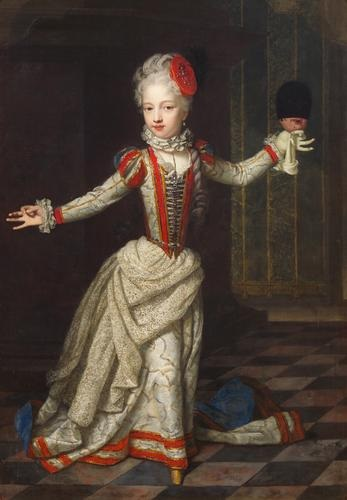
Arciduchessa Maria Amalia in abito da ballo con maschera in mano, di David Richter der Ältere, 1709, Kunsthistorisches Museum, Vienna.

### Famiglia
Maria Amalia nacque con il titolo d'arciduchessa d'Austria al palazzo della Hofburg a Vienna, circa otto settimane dopo la morte di suo fratello Leopoldo Giuseppe, che era il solo erede maschio dell'imperatore Giuseppe I. Dopo di lei, sua madre non poté avere alcun figlio, probabilmente perché l'imperatore aveva contratto la sifilide con una delle sue amanti e l'aveva trasmessa a sua moglie, rendendola sterile. Giuseppe I aveva in effetti numerose amanti tra le quali sia le serve che le donne della nobiltà, e molti figli illegittimi. La madre di Maria Amalia, Guglielmina Amalia di Brunswick-Lüneburg, era la sorella della Duchessa di Modena, e una donna molto pia.
Quando Maria Amalia aveva undici anni, Giuseppe I morì di vaiolo, e suo fratello Carlo VI gli succedette sul trono. Carlo ignorò un decreto firmato dal loro padre Leopoldo I, che dava a Maria Amalia e a sua sorella maggiore Maria Giuseppa la precedenza per la successione come figlie del figlio maggiore di Leopoldo I. Quindi, Carlo VI promulgò la Prammatica Sanzione nel 1713, che posizionò sua figlia Maria Teresa in primo posto per la successione, davanti a Maria Giuseppa e a Maria Amalia. La due arciduchesse non furono autorizzate a sposarsi prima di aver rinunciato ai loro diritti alla successione.

### Matrimonio
Ella fu proposta come sposa a Vittorio Amedeo, Principe di Piemonte, erede al trono del Regno di Sicilia e al Ducato di Savoia. L'unione avrebbe dovuto creare migliori rapporti tra la Savoia e l'Austria, ma fu ignorata dal padre di Vittorio Amedeo. Vittorio Amedeo successivamente morì di vaiolo, senza essersi mai sposato, nel 1715.

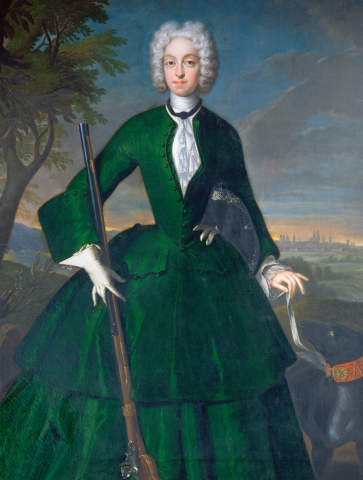
Maria Amalia d'Austria nelle vesti di cavallerizza. Ritratto di Franz Joseph Winter, Castello di Schleißheim.

Maria Amalia incontrò per la prima volta il suo futuro marito Carlo, nel 1715. Il Principe era difatti intenzionato a sposare una delle figlie dell'Imperatore Giuseppe I. All'inizio egli aveva sperato nella sorella di Maria Amalia, Maria Giuseppa, la cui posizione dinastica era superiore a quella della sorella minore ma, essendo questa già stata promessa all'Elettore di Sassonia, egli s'orientò su Maria Amalia.
Dopo aver accettato di riconoscere la Prammatica Sanzione, ottenendo in cambio una ricca dote, Maria Amalia sposò quindi il Principe elettore Carlo di Baviera il 5 ottobre 1722 a Monaco di Baviera. L'opera I Veri Amici di Tomaso Albinoni fu eseguita in occasione delle nozze. Vissero al Castello di Nymphenburg a Monaco di Baviera.
Al pari di sua madre, Maria Amalia dovette lottare contro le numerose amanti del marito (che ebbe anche sei figli illegittimi), ma ciò nonostante riuscì a condurre al suo fianco una vita sontuosa, perseguendo le proprie passioni, ovverosia la caccia, la politica e i viaggi. Come sua madre, fu donna molto pia e religiosa e si fece promotrice di pellegrinaggi.

### Imperatrice del Sacro Romano Impero
A dispetto della rinuncia ai diritti ereditari fatta all'atto del suo matrimonio, alla morte dello zio Maria Amalia rivendicò le sue pretese sui domini austriaci. Dopo aver raggiunto un accordo con l'Elettore di Sassonia, che vantava grazie al matrimonio con sua sorella maggiore una parentela simile con la casa d'Asburgo, Maria Amalia fu incoronata nel 1742 Imperatrice del Sacro Romano Impero e Regina di Boemia.
Suo marito morì il 20 gennaio 1745 e fu sepolto presso la Chiesa dei Teatini a Monaco. Alla sua morte, convinse il figlio Massimiliano a fare pace con la cugina Maria Teresa. Questo accordo (la cosiddetta "Pace dei Piedi"), pur garantendo ai Wittelsbach vantaggi finanziari, implicò la loro rinuncia al trono imperiale.

### Morte
Morì l'11 dicembre 1756 a Monaco di Baviera presso il Castello di Nymphenburg. Il suo cuore è conservato in una teca argentata presso la Gnadenkapelle di Altötting.

## Discendenza
Maria Amalia e Carlo Alberto ebbero sette figli:
- Maria (nata e morta il 12 aprile 1723);
- Maria Antonia Walburga (1724 - 1780), sposò Federico Cristiano di Sassonia, ebbero sette figli;
- Teresa Benedetta (1725 - 1743), morì nubile a diciassette anni;
- Massimiliano III di Baviera (1727 - 1777), sposò Maria Anna Sofia di Sassonia, non ebbero figli;
- Giuseppe Ludovico Leone (1728 - 1733);
- Maria Anna Giuseppa (1734 - 1776), sposò Luigi Giorgio di Baden-Baden, non ebbero figli;
- Maria Antonia Giuseppa (1739 - 1767), sposò Giuseppe II d'Asburgo-Lorena, non ebbero figli.

## Ascendenza
|                                          |                               |                                            | Genitori                                  |  |  | Nonni |  |  | Bisnonni                 |  |  | Trisnonni               |  |
|                                          |                               |                                            |                                           |  |  |       |  |  | Ferdinando III d'Asburgo |  |  | Ferdinando II d'Asburgo |  |
|                                          |                               |                                            |                                           |  |  |       |  |  | Ferdinando III d'Asburgo |  |  | Ferdinando II d'Asburgo |  |
|                                          |                               | Maria Anna di Baviera                      |                                           |  |  |       |  |  | Ferdinando III d'Asburgo |  |  |                         |  |
| Leopoldo I d'Asburgo                     |                               |                                            |                                           |  |  |       |  |  | Ferdinando III d'Asburgo |  |  |                         |  |
|                                          |                               | Maria Anna di Spagna                       | Filippo III di Spagna                     |  |  |       |  |  |                          |  |  |                         |  |
|                                          |                               | Maria Anna di Spagna                       | Filippo III di Spagna                     |  |  |       |  |  |                          |  |  |                         |  |
|                                          |                               | Maria Anna di Spagna                       | Margherita d'Austria-Stiria               |  |  |       |  |  |                          |  |  |                         |  |
| Giuseppe I d'Asburgo                     |                               | Maria Anna di Spagna                       |                                           |  |  |       |  |  |                          |  |  |                         |  |
|                                          |                               | Filippo Guglielmo del Palatinato           | Volfango Guglielmo del Palatinato-Neuburg |  |  |       |  |  |                          |  |  |                         |  |
|                                          |                               | Filippo Guglielmo del Palatinato           | Volfango Guglielmo del Palatinato-Neuburg |  |  |       |  |  |                          |  |  |                         |  |
|                                          |                               | Filippo Guglielmo del Palatinato           | Maddalena di Baviera                      |  |  |       |  |  |                          |  |  |                         |  |
| Eleonora del Palatinato-Neuburg          |                               | Filippo Guglielmo del Palatinato           |                                           |  |  |       |  |  |                          |  |  |                         |  |
|                                          |                               | Elisabetta Amalia d'Assia-Darmstadt        | Giorgio II d'Assia-Darmstadt              |  |  |       |  |  |                          |  |  |                         |  |
|                                          |                               | Elisabetta Amalia d'Assia-Darmstadt        | Giorgio II d'Assia-Darmstadt              |  |  |       |  |  |                          |  |  |                         |  |
|                                          |                               | Elisabetta Amalia d'Assia-Darmstadt        | Sofia Eleonora di Sassonia                |  |  |       |  |  |                          |  |  |                         |  |
| Maria Amalia d'Asburgo                   |                               | Elisabetta Amalia d'Assia-Darmstadt        |                                           |  |  |       |  |  |                          |  |  |                         |  |
|                                          | Giorgio di Brunswick-Lüneburg | Guglielmo il Giovane di Brunswick-Lüneburg |                                           |  |  |       |  |  |                          |  |  |                         |  |
|                                          | Giorgio di Brunswick-Lüneburg | Guglielmo il Giovane di Brunswick-Lüneburg |                                           |  |  |       |  |  |                          |  |  |                         |  |
|                                          | Giorgio di Brunswick-Lüneburg | Dorothea di Danimarca                      |                                           |  |  |       |  |  |                          |  |  |                         |  |
| Giovanni Federico di Brunswick-Lüneburg  | Giorgio di Brunswick-Lüneburg |                                            |                                           |  |  |       |  |  |                          |  |  |                         |  |
|                                          |                               | Anna Eleonora di Assia-Darmstadt           | Luigi V d'Assia-Darmstadt                 |  |  |       |  |  |                          |  |  |                         |  |
|                                          |                               | Anna Eleonora di Assia-Darmstadt           | Luigi V d'Assia-Darmstadt                 |  |  |       |  |  |                          |  |  |                         |  |
|                                          |                               | Anna Eleonora di Assia-Darmstadt           | Maddalena di Brandeburgo                  |  |  |       |  |  |                          |  |  |                         |  |
| Guglielmina Amalia di Brunswick-Lüneburg |                               | Anna Eleonora di Assia-Darmstadt           |                                           |  |  |       |  |  |                          |  |  |                         |  |
|                                          |                               | Edoardo del Palatinato-Simmern             | Federico V Elettore Palatino              |  |  |       |  |  |                          |  |  |                         |  |
|                                          |                               | Edoardo del Palatinato-Simmern             | Federico V Elettore Palatino              |  |  |       |  |  |                          |  |  |                         |  |
|                                          |                               | Edoardo del Palatinato-Simmern             | Elisabetta Stuart                         |  |  |       |  |  |                          |  |  |                         |  |
| Benedetta Enrichetta del Palatinato      |                               | Edoardo del Palatinato-Simmern             |                                           |  |  |       |  |  |                          |  |  |                         |  |
|                                          |                               | Anna Maria di Gonzaga-Nevers               | Carlo I di Gonzaga-Nevers                 |  |  |       |  |  |                          |  |  |                         |  |
|                                          |                               | Anna Maria di Gonzaga-Nevers               | Carlo I di Gonzaga-Nevers                 |  |  |       |  |  |                          |  |  |                         |  |
|                                          |                               | Anna Maria di Gonzaga-Nevers               | Caterina di Lorena                        |  |  |       |  |  |                          |  |  |                         |  |
|                                          |                               | Anna Maria di Gonzaga-Nevers               |                                           |  |  |       |  |  |                          |  |  |                         |  |